# El segon nom
El segon nom (títol original en castellà: El segundo nombre) és una pel·lícula espanyola de terror del 2002 dirigida per Paco Plaza. El guió està basat en la novel·la de terror Pact of the Fathers escrita per Ramsey Campbell el 2001. Ha estat doblada al català.

## Sinopsi
Després del suïcidi del seu pare, Daniella (Erica Prior) investiga el passat de la seva família. La trama inclou una secta anomenada abrahamites, que (segons la pel·lícula) sacrifiquen els seus primogènits després d'una interpretació alternativa de la Voluntat de Déu en el gairebé sacrifici d'Isaac.
La versió Ufizzi de Caravaggio de l'escena bíblica es mostra a la pel·lícula per il·lustrar aquesta creença alternativa. La versió cinematogràfica dels abrahamites tradicionalment dona el primer nom al pare del primer fill, d'aquí el títol de la pel·lícula.

## Repartiment
- Erica Prior com a Daniella
- Denis Rafter com a Simon Hastings
- Craig Hill com a Toby Harris
- John O'Toole com a pare Elias
- Teresa Gimpera com a Nana

## Premis i nominacions
- Fantasporto (2003): nominada a la millor pel·lícula.[4]
- XII Premis Turia: Millor Opera Prima[5]
- Festival Internacional de Cinema Fantàstic de Sitges (2003): Meliès de plata[6][7]